# Pseudalciopa modesta
Pseudalciopa modesta är en ringmaskart som beskrevs av Støp-Bowitz 1991. Pseudalciopa modesta ingår i släktet Pseudalciopa och familjen Alciopidae. Inga underarter finns listade i Catalogue of Life.